# Forbes Carlile

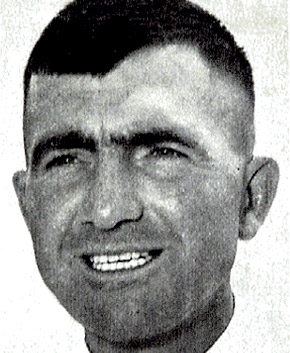
Forbes Carlile

Forbes Carlile MBE (* 3. Juni 1921 in Armadale, Melbourne; † 2. August 2016 in Sydney) war ein australischer Moderner Fünfkämpfer und Schwimmtrainer.

## Karriere
Forbes Carlile war bereits Schwimmtrainer, als er bei den Olympischen Spielen 1948 Modernen Fünfkämpfern zusah. Die Sportart gefiel ihm und bei den Olympischen Spielen 1952 trat er als erster Australier bei Olympischen Spielen in dieser Sportart an. In Helsinki belegte Carlile den 25. Platz unter 50 Teilnehmern.
Carlile hatte an der University of Sydney bei Frank Cotton studiert und einen Abschluss in Physiologie. Als Trainer arbeitete er als Pionier mit Intervall-Workouts, neuen Geschwindigkeitsmessern, Tests der Herzfrequenz und T-Wellen-Messungen. 1963 veröffentlichte er das Buch Forbes Carlile on Swimming.
Carlile begann seine Laufbahn als Schwimmtrainer 1946. Er war 1948 erstmals als Trainer bei Olympischen Spielen. Bei den Olympischen Spielen 1956 in Melbourne gingen acht von 13 Goldmedaillen an Australien. Die vier Trainer Forbes Carlile, Harry Gallagher, Frank Guthrie und Sam Herford hatten mit dem Schwimmteam ein dreimonatiges Trainingslager in Townsville in Queensland absolviert, in dem allein sechs Weltrekorde aufgestellt wurden. Acht Jahre später war Carlile bei den Olympischen Spielen 1964 in Tokio Cheftrainer des niederländischen Schwimmteams. Bei den Schwimmweltmeisterschaften 1973, den ersten Weltmeisterschaften in dieser Sportart, war Carlile noch einmal Cheftrainer der australischen Mannschaft. 
Zu den Schwimmern, die er nicht nur als Nationaltrainer betreute, sondern als Mitglieder seiner eigenen Trainingsgruppe, gehörten Shane Gould, Karen Moras, Gail Neall, John Davies, Terry Gathercole und Ian O’Brien. Neben seiner Tätigkeit als Schwimmtrainer war Carlile über Jahrzehnte das Gesicht der Australian Broadcasting Corporation bei den Schwimmwettbewerben von Olympischen Spielen und Commonwealth Games. Die von Carlile und seiner Frau Ursula 1955 gegründete, erste kommerzielle Schwimmschule Australiens Carlile Swimming im Norden von Sydney ist weiterhin als Schwimmschule und als Leistungssportverein tätig.

## Ehrungen
1976 wurde Carlile in die International Swimming Hall of Fame (ISHOF) aufgenommen. 2022 wurde auch seine Frau aufgenommen. 1977 wurde Forbes Carlile Member des Order of the British Empire. Seit 1989 ist er Mitglied der Sport Australia Hall of Fame.